# Gauthier Point
Der Gauthier Point (französisch Pointe Gauthier) ist der nördliche Ausläufer der Doumer-Insel im westantarktischen Palmer-Archipel.
Teilnehmer der Vierten Französischen Antarktisexpedition (1903–1905) unter der Leitung des Polarforschers Jean-Baptiste Charcot entdeckten sie. Charcot benannte sie nach François Mathurin Gautier [sic!] (1832–1918), dem Erbauer seiner Expeditionsschiffe Français und Pourquoi-Pas ?. Das UK Antarctic Place-Names Committee überführte diese Benennung unter Beibehaltung der falschen Schreibweise ins Englische.